# William Heard Kilpatrick
William Heard Kilpatrick (* 20. November 1871 in White Plains (Georgia); † 13. Februar 1965 in New York) war ein US-amerikanischer Pädagoge und Schüler, Kollege und Nachfolger von John Dewey.

## Lebenslauf
William Heard Kilpatrick wurde als Sohn eines Predigers der Baptisten-Gemeinde geboren. Nach einem Studium am Baptisten-College, der jetzigen Mercer University, und einem halben Jahr Graduate Studies an der Johns Hopkins University wurde er Lehrer für Mathematik an der High School und später an der Mercer University. Die Bekehrung zur Pädagogik erfolgte durch John Dewey aufgrund einer Begegnung mit diesem 1898 in einem pädagogischen Sommerseminar an der Universität Chicago. 1907 ging er an das Teachers College der Columbia University, hier fand eine zweite und entscheidende Begegnung mit Dewey statt. Kilpatrick entschloss sich, Philosophie der Erziehung zum Hauptfach zu machen, und belegte alle Kurse von Dewey. Daraus erwuchs eine Freundschaft, die bis zum Tode Deweys dauerte, die aber nicht Meinungsverschiedenheiten auf pädagogischem Gebiet ausschloss. Am 13. Februar 1965 starb William Heard Kilpatrick in New York.

## Projektmethode
Kilpatrick entwickelte ab 1915 seine Version der „Projektmethode“. Sein Ansatz unterschied sich fundamental von dem Konzept, wie es die Architekten und Ingenieure seit dem 18. Jahrhundert an Fach- und Hochschulen in Italien, Frankreich und Deutschland entworfen und wie es Calvin M. Woodward (1887), Charles R. Richards (1900) und Rufus W. Stimson (1912) seit Ende des 19. Jahrhunderts auf die amerikanischen Elementary und High Schools übertragen hatten.
Anders, als immer wieder angenommen wird, haben auch die Projektkonzepte von Dewey und Kilpatrick nichts miteinander gemein. Während Dewey und seine Vorgänger Woodward und Richards das Projekt als eine „Methode des Unterrichts“ betrachteten, die auf „praktisches, konstruktives Handeln“ und „Problemlösen“ abzielte, definierte Kilpatrick es als eine „Philosophie der Erziehung“, die das „herzhafte absichtsvolle Tun“ zu ihrer Grundlage machte. Als die Kritik an seinem kindzentrierten Ansatz zu stark wurde, sah Kilpatrick ein, dass er „einen Fehler gemacht“ hatte, und sprach anstatt von „Projekten der Kinder“ von „Lehrer geleiteten, Schüler durchgeführten Aktivitäten“, wenn er die von ihm favorisierte Form des schulischen Lernens meinte.

## Philosophie
Das Denken Kilpatricks gehört ebenso wie Dewey der Strömung des amerikanischen Pragmatismus an. Seine Vorstellung weist jedoch eine deutlichere soziale Ausrichtung auf, als dies bei Dewey ist: Kilpatrick zufolge verpflichten die realen Lebenssituationen in einer Demokratie zur Auseinandersetzung mit den Dingen. Also stimuliert die Demokratie rückwirkend den Menschen zu einem handlungsrelevanten Leben. In Bezug auf die Erziehung bedeutet dies, dass sie das soziale Leben zur Basis hat.
Die besondere soziale Ausrichtung der Philosophie Kilpatricks liegt in der politischen Situation der USA in den zwanziger Jahren des 20. Jhs. begründet: Viele unterschiedliche soziale und kulturelle Schichten trafen sich im gleichen Lebensraum und beanspruchten ein gleiches Lebensrecht. Dieses sollte durch politische Planung ermöglicht werden.